# 霹靂神捕
《霹靂神捕》是1988年中國電視公司週日八點檔連續劇，永真電視電影製作，製作人周遊，戲劇指導（導演）馮凱。本劇改編自溫瑞安原著小說《四大名捕會京師》，劇情為「無情、鐵手、冷血、追命」四名捕頭的破案故事；其中並將鐵手和追命性轉換改編為女性，和另兩位捕頭發展感情線。本劇另一大特色為無情代步的機關車，有許多強大功能，不僅能飛、能噴雲吐霧，還有許多暗器。

## 演員陣容
| 角色 | 演員   |
| ---- | ------ |
| 無情 | 伍衛國 |
| 追命 | 雪梨   |
| 鐵手 | 鄭亞雲 |
| 冷血 | 宋憲宏 |